# Schwarz-Weiß Essen
Maillots
Le Schwarz-Weiss Essen est un club de football allemand basé à Essen.

## Historique
- 1900 : fondation du club

## Palmarès
- Coupe d’Allemagne :
  - Vainqueur : 1959,

## Quelques anciens joueurs
- Oliver Bierhoff
- Thomas Hörster
- Jens Lehmann
- Manfred Müller
- Uwe Reinders

## Les entraîneurs
| - Josef Uridil - Horst Witzler - Hubert Schieth - Dieter Tartemann - Manfred Rummel - Fred Bockholt - Frank Benatelli - Klaus Täuber |